# Regioni della Danimarca per indice di sviluppo umano
     > 0,950
     0,925 – 0,950
     0,915 – 0,925
     0,905 – 0,915
     < 0,905

Mappa delle regioni danesi per indice di sviluppo umano, 2017.
> 0,950
0,925 – 0,950
0,915 – 0,925
0,905 – 0,915
< 0,905

Questa è una lista delle regioni della Danimarca per Indice di sviluppo umano 2018.
| Pos.                        | Regione                     | HDI (2018)                  | Comparabile con             |
| Very high human development | Very high human development | Very high human development | Very high human development |
| --------------------------- | --------------------------- | --------------------------- | --------------------------- |
| 1                           | Hovedstaden                 | 0.950                       | Norvegia, Svizzera          |
| –                           | Danimarca (media)           | 0.930                       | Paesi Bassi                 |
| 2                           | Jutland Centrale            | 0.927                       | Finlandia                   |
| 3                           | Danimarca Meridionale       | 0.923                       | Canada                      |
| 4                           | Jutland Settentrionale      | 0.914                       | Austria                     |
| 5                           | Selandia (regione)          | 0.903                       | Slovenia                    |